# Idron
Idron-Ousse-Sendets é uma comuna francesa na região administrativa da Nova Aquitânia, no departamento dos Pirenéus Atlânticos. Estende-se por uma área de 19,94 km². Em 2010 a comuna tinha 5 088 habitantes (densidade: 255,2 hab./km²).